# Monastère Notre-Dame de Toute Confiance
 (septembre 2024).
Le monastère Notre-Dame de Toute Confiance est une fondation de bénédictines contemplatives amies de la Fraternité sacerdotale Saint-Pie-X, catholique de sensibilité traditionaliste. 
Elles sont au cours des années 2010 treize religieuses.
Elles achetèrent une propriété en 2005 pour se rapprocher des Bénédictins de Bellaigue, la branche masculine. Elles sont situées sur le site de Perdechat, à Virlet, dans le nord de l'Auvergne.

## Histoire
Mère Gertrude de Maissin rencontre Marcel Lefebvre à Écône, après sa sortie de l'abbaye de Faremoutiers en 1978, après les réformes du Concile Vatican II. Celui-ci encourage une fondation bénédictine à Lamairé, où la vie bénédictine commence le 10 mai 1980 avec l'inauguration du monastère Notre-Dame-de-Toute-Confiance. 
Le 24 novembre 2005, Mère Gertrude de Maissin rend l'âme, sa dépouille est transférée à Perdechat quelques années plus tard. Le 30 mai 2008, lors de la visite d'Alfonso de Galarreta, l’un des évêques de la FSSPX, celui-ci leur dit : « Il faut partir fin août ! ». Ce qu'elles font aussitôt, laissant leur maison de Lamairé aux sœurs de la Fraternité de la Transfiguration. 
Elle déménagent à Virlet, en Auvergne, dans le site de Perdechat ; depuis, elles ne cessent de recevoir de nouvelles postulantes, du monde entier. Leur église est érigée entre 2010 et 2018, année où elle est consacrée au Sacré-Cœur de Jésus. Elles ont également une hôtellerie et peuvent y recevoir. Les Pères de Bellaigue leur disent la messe, et leur donnent aussi quelques conférences.